# Olaf Hörbe
Olaf Hörbe (* 28. Januar 1952 in Berlin) ist ein deutscher Schauspieler, Theaterregisseur und Bühnenautor.

## Leben
Olaf Hörbe absolvierte seine Ausbildung zum Schauspieler von 1973 bis 1977 an der Theaterhochschule Leipzig und am Staatstheater Dresden. Daran anschließend gehörte er zehn Jahre lang dem Ensemble der Landesbühnen Sachsen an, ehe er ab 1987 für einige Jahre freischaffend tätig war. Während dieser Zeit spielte er unter anderem an der Semperoper in Dresden den Selim Bassa in Wolfgang Amadeus Mozarts Oper Die Entführung aus dem Serail und den Mephisto im Faust von Johann Wolfgang von Goethe, mit dem er in Zwickau gastierte. Ab 1991 war er erneut im Engagement an den Landesbühnen Sachsen, bis er 2017 in den Ruhestand wechselte.
Bekannte Rollen, die Hörbe auch zu seinen bedeutendsten zählt, sind die Titelrollen in William Shakespeares Tragödie Othello, Nathan der Weise von Gotthold Ephraim Lessing, Wilhelm Tell von Friedrich Schiller und Cyrano von Bergerac von Edmond Rostand, sowie im Urfaust von Goethe, ferner unter anderem McMurphy in Einer flog über das Kuckucksnest in der Bühnenfassung von Dale Wasserman oder Philipp II. in Schillers Don Karlos.
Seit Mitte der 1990er-Jahre ist Hörbe darüber hinaus als Bühnenautor tätig und schreibt unter anderem Theaterstücke, die auf literarischen Vorlagen Karl Mays basieren und die er selbst auf der Felsenbühne Rathen inszeniert, wo er auch seit 1992 in zahlreichen Charakteren zu sehen ist. Eine weitere Regiearbeit lieferte er mit der Inszenierung der Kinderoper Insalata Verdi an der Oper Schenkenberg in der Schweiz ab, in der er selber in die Figur Giuseppe Verdis schlüpfte. 1999 erarbeitete Hörbe für die Badische Landesbühne eine Bühnenfassung des Simplicius Simplicissimus. Ebenfalls für die Bühne adaptierte er In Gottes eigenem Land nach dem gleichnamigen Roman von Eberhard Görner. Weiterhin war Hörbe über mehrere Jahre hinweg als so genannter „Mediclown“ in Krankenhäusern und Sozialeinrichtungen tätig.
Vereinzelt hat Olaf Hörbe auch vor der Kamera gestanden, unter anderem in zwei Folgen der Krimireihe Polizeiruf 110.

## Privates
Hörbe lebt in Dresden und hat zwei Kinder. Er ist der Bruder des Schauspielers Alexander Hörbe und Schwager der Schauspielerin Friderikke-Maria Hörbe.

## Filmografie
- 1982: Dein unbekannter Bruder
- 1985: Geschichten übern Gartenzaun – Aprilwetter
- 1990: Polizeiruf 110 – Tödliche Träume
- 1990: Polizeiruf 110 – Allianz für Knete
- 1992: Das alte Lied...
- 2002: Die Datsche

## Hörspiele
- 1988: Flug nach Kiew – Autor: Eckhard Bahr – Regie: Walter Niklaus